# Resolució 533 del Consell de Seguretat de les Nacions Unides
La Resolució 533 del Consell de Seguretat de les Nacions Unides, aprovada sense votació el 7 de juny de 1983 després de reafirmar la resolució 525 (1982), va expressar la seva preocupació per la negació de l'indult de les penes de mort de Thelle Simon Mogoerane, Jerry Semano Mosololi i Marcus Thabo Motaung, tots membres del Congrés Nacional Africà. La resolució va exhortar a les autoritats sud-africanes a commutar les sentències de mort i va instar a tots els Estats i organitzacions a exercir la seva influència i adoptar mesures per salvar la vida d'aquestes tres persones.